# Pedro Rayo Rojas
Pedro Wilder Rayo Rojas é um beisebolista nicaraguense. Em 2007, conquistou a medalha de bronze nos Jogos Pan-americanos de 2007 no Rio de Janeiro, mas acabou tendo que devolver a medalha por ter sido pego no exame antidoping com a substância boldenona.